# Дель Карретто
Дель Карретто (итал. Del Carretto) — итальянский аристократический род, ветвь феодального дома Алерама, гибеллины. Владельцы многочисленных селений в приморской части Лигурии и Нижнем Пьемонте. Глава рода на протяжении многих столетий носил церемониальный (безземельный) титул маркграфа Савоны.

## Средневековое происхождение
Родоначальник — Энрико I дель Карретто, один из сыновей Бонифация дель Васто. Он был ближайшим соратником Фридриха I Барбароссы, за что император назначил его маркграфом Савоны. После смерти Энрико его земли были разделены между сыновьями Оттоне и Энрико; ещё двое сыновей занимали в конце XII века епископскую кафедру Савоны. Границей между владениями старших братьев была избрана река Бормида. Оттоне получил северо-восточную часть отцовских владений с городами и замками: Сессаме, Буббио, Кассинаско, Монастеро-Бормида, Понти, Дего, Кайро-Монтенотте и Карретто. Энрико II получил юго-западную часть владений отца с городами и замками: Озилья, Миллезимо, Камерана, Клавезана, Новелло, Вадо, Ноли, Финале.
Оттоне быстро отказался от своей политической автономии и 10 апреля 1191 года продал за 1500 лир всю оставшуюся феодальную собственность и права, которыми он обладал в Савоне и на прилегающих территориях. Впоследствии Оттоне также передал феодальные права на свои владения в Ландже, в коммуне Асти и Генуэзской республике, получив взамен денежную компенсацию. От Оттоне ведут свой род маркграфы Дего, итальянские фамилии Дель Карретто-Понти и Дель Карретто-Сезама.
Энрико II расширил владения и укрепил благосостояние своего государства, в т. ч. за счёт брака с дочерью Вильгельма Женевского и взимания пошлин с торговцев, проходящих через его владения в Геную. Его сын и преемник Джакомо дель Карретто (1220-68) был близким соратником императора Фридриха II, который назначил его наместником Северной Италии и женил в 1247 г. на своей внебрачной дочери Катерине да Марано. От этого брака происходят основные ветви рода — Миллезимо, Новелло, Финале-Ноли, Цуккарелло, Момбальдоне, Рекальмуто; их земли были рассеяны по Нижнему Пьемонту и побережью Лигурии.

## Маркграфы Финале
Наиболее значительный след в истории оставили маркграфы Финале, тесно связанные торговыми и родственными связями со знатнейшими нобилитетами Генуи; это государство Дель Карретто просуществовало до 1602 г. В первой половине XV века в Финале и Ноли княжили братья Галеотто и Джованни Ладзарино, женатые на дочерях генуэзских дожей из рода Адорно. Из сыновей последнего Карло Доменико (1454—1514) получил от папы Юлия II кардинальскую шапку и в 1507 г. стал архиепископом Реймса, а также папским легатом во Франции. Брат его Фабрицио (1455—1521) — 43-й великий магистр ордена госпитальеров (с 1513 г.) и последний, умерший на Родосе. Его имя носят последние по времени постройки равелины Родосской крепости.
Финале и Ноли унаследовал младший брат этих двоих — Альфонсо (1457—1523), женатый на племяннице папы Иннокентия VIII. Из сыновей последнего Паоло и Роландо занимали епископские кафедры в Кагоре и Авиньоне. Младший сын Маркантонио (1513-78) в 15 лет был усыновлён своим отчимом — знаменитым адмиралом Андреа Дориа, который завещал ему княжество Мельфи на юге Италии. Маркантонио принял фамилию Дориа дель Карретто, поступил на службу испанского короля (с адмиральским чином), а в 1553 г. получил от Карла V достоинство имперского князя. Мельфи унаследовала его дочь Зенобия (1541-90), воспетая Кьябрерой; она обосновалась в Лоано, где перестроила центральные улицы. Потомки Зенобии от брака с Джанандреа Дориа, герцогом Турси продолжали носить двойную фамилию Дориа дель Карретто до 1760 года, когда переменили её на Дориа-Памфили.

## Маркграфы Миллезимо и Цуккарелло
Маркграфы Цуккарелло, как и маркграфы Финале, в первой половине XV века состояли в политическом симбиозе с Генуэзской республикой и часто брали в жёны дочерей тамошних дожей. Илария, дочь первого маркграфа, выданная замуж за Паоло Гвиниджи, тирана города Лукка, умерла во время родов в расцвете молодости и красоты (1406 г.). Её мраморное надгробие в соборе Лукки считается лучшей работой Якопо делла Кверча (копия — в ГМИИ им. Пушкина). От правителей Цуккарелло происходит линия маркизов Балестрино, просуществовавшая дольше других Дель Карретто. Последний маркиз Балестрино умер бездетным в 1954 году.
Старшая ветвь рода, княжившая в Миллезимо и местечке Грана, пресеклась со смертью имперского фельдмаршала Оттоне Энрике Дель Карретто, который в 1682-85 гг. был наместником Испанских Нидерландов. После приезда в Брюссель он, чтобы закрепить свои позиции в этих краях, женился на дочери 2-го герцога Аренберга, а полгода спустя женил свою старшую дочь и наследницу на её брате, 3-м герцоге. Все владения Дель Карретто этой линии унаследовали, таким образом, Аренберги.
Другая отрасль Дель Карретто-Миллезимо переместились в конце XVI в. в Богемию, где просуществовала до начала XIX века. Миллесимовский дворец на пражской улице Целетна выстроил в стиле барокко архитектор Лураго. Фасад здания до сих пор украшает герб Дель Карретто. Дочь его владельца вышла замуж за графа Леопольда Коловрата (в 1796-1808 министр внутренних дел Франца II); их потомство приняло фамилию Коловрат-Краковских.